# CP-47497
CP-47497, (C7)-CP-47497 – organiczny związek chemiczny z grupy syntetycznych kannabinoidów, odkryty w laboratoriach Pfizer w latach 80. XX wieku. Jego homologi znajdowano w mieszankach typu Spice (tzw. dopalaczach). W 2010 roku w Polsce dodano go wraz z homologami do grupy I-N w ustawie o przeciwdziałaniu narkomanii. Jako nowa substancja psychoaktywna nie jest objęta Konwencją o substancjach psychotropowych.